# Ncha
Ncha est un village du Cameroun situé dans le département du Donga-Mantung et la Région du Nord-Ouest, à proximité de la frontière avec le Nigeria. Il fait partie de la commune de Nwa.

## Démographie
Lors du recensement de 2005, 686 habitants y ont été dénombrés, dont 319 hommes et 367 femmes. Ceux-ci habitent dans les quartiers de Ncha I et Ncha II. La majorité des habitants font partie du clan Mfumte. Certains parlent Ndaktup, une langue des Grassfields n'ayant que 2 980 locuteurs en 2000.
89 personnes vulnérables habitaient à Ncha en 2011, moment où les données ont été récoltées. Cependant, celles-ci n'ont accès à aucune ressource vu que des programmes d'aide n'existent pas.

## Agriculture et élevage
L'agriculture est importante à Ncha. Parmi les plantes cultivées, on trouve du maïs, des plantains, des bananes, du sorgho, des fèves, du soya, du manioc, des pommes de terre, du taro, des palmiers à huile, des papayes et des oranges.
L'élevage est peu développé à Ncha. Cependant, partout dans la commune, on élève des chèvres, des moutons, des porcs, des cochons d'Inde, des poules et des lapins.

## Éducation
Il y a une école primaire publique à Ncha, GS Ncha. Elle a été fondée en 1988. 178 élèves y étudiaient pendant l'été de 2011 (moment où les données ont été récoltées), tandis qui deux maître-parents et deux fonctionnaires y travaillaient. 92 tables-bancs formaient les équipements de salle de classe de l'école. Un bâtiment de l'école est en bon état, et l'autre en mauvais état. Une association parent-enseignants existe.

## Santé
Il n'y a pas de centre de santé à Ncha.

## Eau et ressources énergétiques
Il n'y a pas de source d'eau sanitaire à Ncha. Les habitants du village doivent donc s'approvisionner à des points d'eau qui pourraient contenir des pathogènes et autres produits nocifs pour la santé.
Ncha, comme tous les autres villages de la commune de Nwa, n'est pas électrifié.

## Ressources minières
Des composés métalliques contenant de l'or, du nickel, du cobalt et de l'étain ont été trouvés dans les collines entourant Ncha, mais aucune tentative de prospection n'a eu lieu.

## Commerce
Il n'y a pas de marché à Ncha.

## Transports
Ncha n'est accessible que par des sentiers très fréquentés, qui relient le village à Bitui et Kwaja. Un sentier relie aussi le village à la frontière nigériane. Par contre, tous ceux-ci sont en très mauvais état.

## Travaux publics et développements futurs
Selon le Plan de Développement Communal du Conseil de Nwa, écrit dans l'optique de faire du Cameroun une économie émergente en 2035, on prévoit la complétion des projets suivants à Ncha :
- construire une classe à GS Ncha et en rénover une autre ;
- donner des bourses (350 000 francs CFA par année pour cinq étudiants) pour aider des enfants pauvres ;
- construire un marché ;
- construire un centre de santé intégré ;
- construire un centre communautaire ;
- ouvrir une route entre Bitui et Ncha et une autre entre Kwaja et Ncha ;
- créer quatre pépinières de 4 500 plants chacune (une d'acajou, une d'iroko, une de manguiers en une de palmier à huile).